# Centro Nacional de Artes Escénicas de China
El Centro Nacional de Artes Escénicas de China (chino simplificado: 国家大剧院; lit, Gran Teatro Nacional), también conocido como «El Huevo», es un teatro de ópera en Pekín (República Popular China). Abrió sus puertas en junio de 2007. El arquitecto francés Paul Andreu fue el encargado de diseñarlo, con una planificación de coste inicial de unos 2.688 millones de yuanes. El teatro puede acoger hasta 6500 personas en sus 200.000 m² de superficie.

## Ubicación
La ubicación, inmediatamente al oeste del Gran Salón del Pueblo y cerca de la Ciudad Prohibida, no era la opción más popular. Algunos piensan que el diseño general es demasiado moderno. Paul Andreu contestó que aunque en China existe un sentimiento especial acerca de la arquitectura tradicional, Pekín debe incluir diseños de arquitectura modernos debido a su condición capital del país y ciudad internacional de gran importancia. Su diseño, de gran superficie, agua, árboles y otros elementos, fue confeccionado para ser complementario a las paredes rojas de los antiguos edificios y del Gran Salón del Pueblo, además de fundirse bien con los alrededores. Aun así, muchos ciudadanos creen que el contraste es demasiado grande y no pega con los alrededores.

## Estructura

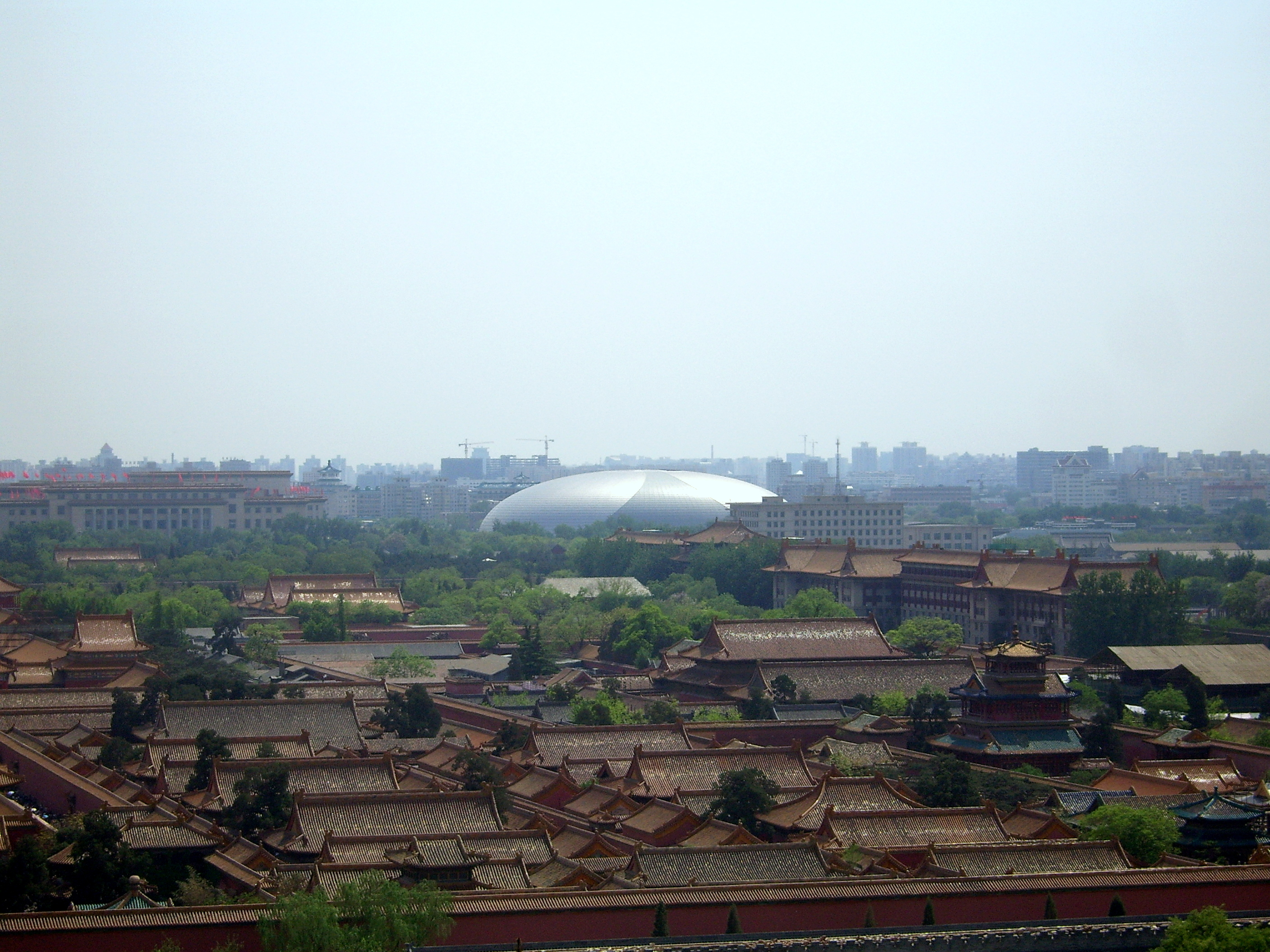
Vista del Gran Teatro Nacional de China.

El exterior del teatro es una cúpula de titanio y cristal completamente rodeada por un lago artificial. Se dice que parece un huevo flotando en el agua. Los invitados acceden al edificio después de caminar a través de un vestíbulo que discurre por debajo del lago. Fue diseñado como un icono, algo que fuese inmediatamente reconocible, como la Ópera de Sídney en Australia.

## Coste
Cuando se terminó la construcción, el coste total se había incrementado en casi un 24%, hasta los 3200 millones de yuanes. El mayor incremento lo causó la parada de las obras y el retraso para la revaluación y los pequeños cambios subsiguientes después de que la terminal 2E del Aeropuerto de París-Charles de Gaulle, obra del mismo arquitecto, se derrumbase parcialmente el 23 de mayo de 2004. El coste ha sido un foco de controversia ya que mucha gente pensó que era casi imposible recuperar la inversión. 
Se anunció que el 70% de las entradas se venderán a bajo precio para los ciudadanos corrientes, mientras que un 10% de las entradas se venderá a precios relativamente caros para diferentes segmentos del mercado. Para su funcionamiento, el 60% del alto coste de operación se debe subvencionar entre el Gobierno chino y las autoridades municipales de Pekín.
En septiembre de 2007 hubo un gran debate cuando el Centro Nacional de Artes Escénicas de China ofreció 200 entradas con un precio entre 10 y 20 yuanes sin derecho a asiento.